# 1462
| 1462               |
| ------------------ |
| Dødsfald - Fødsler |
|                    |

| Gregoriansk kalender | 1462 MCDLXII            |
| Ab urbe condita      | 2215                    |
| Armensk kalender     | 911 ԹՎ ՋԺԱ              |
| Kinesiske kalender   | 4158 – 4159 辛巳 – 壬午 |
| Etiopisk kalender    | 1454 – 1455             |
| Jødisk kalender      | 5222 – 5223             |
| Hindukalendere       |                         |
| - Vikram Samvat      | 1517 – 1518             |
| - Shaka Samvat       | 1384 – 1385             |
| - Kali Yuga          | 4563 – 4564             |
| Iransk kalender      | 840 – 841               |
| Islamisk kalender    | 866 – 867               |

Konge i Danmark: Christian 1. 1448-1481
Se også 1462 (tal)

## Født
- 27. juni - Kong Louis den 12. af Frankrig (død 1515).
- Catharina Sforza hertuginde af Forli og Imola (død 1509).